# Diskografija Pussycat Dolls
Diskografija Pussycat Dolls, američkog ženskog pop-sastava, obuhvaća dva studijska albuma, dvanaest singlova, jedan EP, trinaest glazbenih videa, jedan koncertni DVD te nekoliko dueta. Debitanski album grupe, PCD je izdat u rujnu 2005. Debitanski singl grupe, duet s Bustom Rhymesom, "Don't Cha" je dostigao vrh britanskih, kanadskih i australijskih lista, te se plasirala na drugo mjesto američke liste. Drugi singlovi s albuma su: "Stickwitu", još jedan br. 1 singl na britanskoj listi, "Beep", duet s will.i.amom iz The Black Eyed Peasa, "Buttons" feat. Snoop Dogg, "I Don't Need a Man" i "Wait a Minute" feat. Timbaland. Album PCD se plasirao na peto mjesto Billboarda 200, te se prodao u dva milijuna kopija u SAD.
U rujnu 2008. grupa je izdala svoj drugi studijski album Doll Domination koji se plasirao na četvrto mjesto Billboard 200. S tog albuma su izdati singlovi: "When I Grow Up", "Whatcha Think About That" feat. Missy Elliott, "I Hate This Part", "Bottle Pop" (drugo udruženje Pussycat Dollsa i Snoop Dooga), "Jai Ho! (You Are My Destiny)" (obrada pjesme "Jai Ho" iz filma Slumdog Millionaire), i "Hush Hush; Hush Hush".

## Albumi

### Studijski albumi
| Naziv           | Detalji                                                                                                 | Najviše pozicije na ljestvicama | Najviše pozicije na ljestvicama | Najviše pozicije na ljestvicama | Najviše pozicije na ljestvicama | Najviše pozicije na ljestvicama | Najviše pozicije na ljestvicama | Najviše pozicije na ljestvicama | Najviše pozicije na ljestvicama | Najviše pozicije na ljestvicama | Najviše pozicije na ljestvicama | Certifikacije                                                                                         |
| Naziv           | Detalji                                                                                                 | SAD                             | AUS                             | CAN                             | FRA                             | GER                             | IRE                             | NL                              | NZ                              | SWI                             | UK                              | Certifikacije                                                                                         |
| --------------- | --- | ------------------------------- | ------------------------------- | ------------------------------- | ------------------------------- | ------------------------------- | ------------------------------- | ------------------------------- | ------------------------------- | ------------------------------- | ------------------------------- | --- |
| PCD             | - Datum izlaska: 12. rujna 2005. - Izdavačka kuća: A&M - Formati: CD, digitalno preuzimanje             | 5                               | 8                               | 2                               | 23                              | 6                               | 7                               | 9                               | 1                               | 9                               | 7                               | - US: 2× platinasta - AUS: 3× platinasta - CAN: 2× platinasta - UK: 3× Platinasta - EU: 2× Platinasta |
| Doll Domination | - Datum izlaska: 19. rujna 2008. - Izdavačka kuća: A&M, Interscope - Formati: CD, digitalno preuzimanje | 4                               | 4                               | 3                               | 16                              | 10                              | 6                               | 24                              | 8                               | 7                               | 4                               | - AUS: Platinasta - CAN: platinasta - UK: Zlatna                                                      |

### EP-ovi
| Naziv                                | Detalji                                                                                           | Bilješke |
| ------------------------------------ | ------------------------------------------------------------------------------------------------- | --- |
| Doll Domination: The Mini Collection | - Datum izlaska: 27. travanj 2009. - Izdavačka kuća: Polydor - Formati: CD, digitalno preuzimanje | - Izdat samo u Europi i Kanadi. - Uključuje svih šest singlova s albuma Doll Domination, te novu pjesmu "Painted Windows". - Plasirao se na deveto mjesto britanske liste albuma. |

## Singlovi
| Naziv                                                                     | Godina | Top liste | Top liste | Top liste | Top liste | Top liste | Top liste | Top liste | Top liste | Top liste | Top liste | Certifikacije                                       | Album           |
| Naziv                                                                     | Godina | US        | AUS       | CAN       | FRA       | GER       | IRE       | NL        | NZ        | SWI       | UK        | Certifikacije                                       | Album           |
| ------------------------------------------------------------------------- | ------ | --------- | --------- | --------- | --------- | --------- | --------- | --------- | --------- | --------- | --------- | --------------------------------------------------- | --------------- |
| "Don't Cha" (feat. Busta Rhymes)                                          | 2005   | 2         | 1         | 1         | 6         | 1         | 1         | 2         | 1         | 1         | 1         | - US: Platinasta - UK: Srebrna - AUS: 2× Platinasta | PCD             |
| "Stickwitu"                                                               | 2005   | 5         | 2         | 3         | 17        | 11        | 2         | 2         | 1         | 6         | 1         | - US: Platinasta - AUS: Platinasta                  | PCD             |
| "Beep" (feat. will.i.am)                                                  | 2006   | 13        | 3         | 5         | 10        | 5         | 2         | 2         | 1         | 6         | 2         | - AUS: Zlatna                                       | PCD             |
| "Buttons" (feat. Snoop Dogg)                                              | 2006   | 3         | 2         | 5         | 12        | 4         | 4         | 6         | 1         | 3         | 3         | - US: Platinasta - AUS: Platinasta                  | PCD             |
| "I Don't Need a Man"                                                      | 2006   | 93        | 6         | 17        | 12        | 20        | 9         | 4         | 7         | 15        | 7         | - AUS: Zlatna                                       | PCD             |
| "Wait a Minute" (feat. Timbaland)                                         | 2006   | 28        | 16        | 24        | —         | 27        | —         | 7         | 24        | 41        | 108       |                                                     | PCD             |
| "When I Grow Up"                                                          | 2008   | 9         | 2         | 3         | 2         | 7         | 2         | 25        | 5         | 10        | 3         | - AUS: Platinasta                                   | Doll Domination |
| "Whatcha Think About That" (feat. Missy Elliott)                          | 2008   | —         | —         | 66        | —         | —         | 12        | —         | —         | —         | 9         |                                                     | Doll Domination |
| "I Hate This Part"                                                        | 2008   | 11        | 10        | 5         | 3         | 12        | 9         | 27        | 9         | 9         | 12        | - US: Platinasta - AUS: zlatna                      | Doll Domination |
| "Bottle Pop" (feat. Snoop Dogg)                                           | 2009   | —         | 17        | 88        | —         | —         | —         | —         | 17        | —         | —         |                                                     | Doll Domination |
| "Jai Ho! (You Are My Destiny)" (s A.R. Rahmanom feat. Nicole Scherzinger) | 2009   | 15        | 1         | 4         | 3         | 29        | 1         | —         | 2         | 7         | 3         | - AUS: Platinasta                                   | Doll Domination |
| "Hush Hush; Hush Hush"                                                    | 2009   | 73        | 10        | 41        | 5         | 44        | 13        | —         | —         | 30        | 17        | - AUS: Zlatna                                       | Doll Domination |
|                                                                           |        |           |           |           |           |           |           |           |           |           |           |                                                     |                 |

### Promotivni singlovi
| Year | Singl              | Album               | Bilješke                                          |
| ---- | ------------------ | ------------------- | ------------------------------------------------- |
| 2004 | "Sway"             | PCD                 | Snimljeno za film Shall We Dance?                 |
| 2007 | "Right Now"        | PCD                 | Snimljeno za promociju emisije NBA on ABC u SADu  |
| 2009 | "Top of the World" | Doll Domination 2.0 | Izdato za promociju reality emisiju MTVa The City |

## DVD-ovi
| Godine | DVD detalji                                                                                   | Detalji |
| ------ | --------------------------------------------------------------------------------------------- | --- |
| 2006   | Pussycat Dolls: Live from London - Datum izlaska: 5. prosinca 2006. - Studio: A&M             | - Live koncert u Londonu snimljeni u srpnju 2006. - Uključuje intervjue i behind-the-scenes scene, i glazbene spotove za pjesme "Don't Cha", "Beep", "Stickwitu", "Buttons", "I Don't Need a Man" i "Wait a Minute" |
| 2009   | Robin Antin's Pussycat Dolls Workout - Datum izlaska: 15. prosinca 2009. - Studio: Anchor Bay | - Uključuje vježbe koje pokazuju Robin Antin, Nicole Scherzinger, Jamie Lee Ruiz i Chrystina Sayers |

## Videospotovi
| Godina | Pjesma                         | Redatelj(i)      |
| ------ | ------------------------------ | ---------------- |
| 2004   | "Sway"                         | Steve Antin      |
| 2005   | "Don't Cha"                    | Paul Hunter      |
| 2005   | "Stickwitu"                    | Nigel Dick       |
| 2005   | "Beep"                         | Benny Boom       |
| 2006   | "Buttons"                      | Francis Lawrence |
| 2006   | "I Don't Need a Man"           | Chris Applebaum  |
| 2006   | "Wait a Minute"                | Marc Webb        |
| 2008   | "When I Grow Up"               | Joseph Kahn      |
| 2008   | "Whatcha Think About That"     | Diane Martel     |
| 2008   | "I Hate This Part"             | Joseph Kahn      |
| 2009   | "Bottle Pop"                   | Thomas Kloss     |
| 2009   | "Jai Ho! (You Are My Destiny)" | Thomas Kloss     |
| 2009   | "Hush Hush; Hush Hush"         | Rich Lee         |

## Druga pojavljivanja
| Year | Pjesma        | Album                           | Bilješke                                                       |
| ---- | ------------- | ------------------------------- | -------------------------------------------------------------- |
| 2005 | "Disco Bitch" | Happy Hour                      | Jazze Pha & Cee-Lo Green (feat. The Pussycat Dolls)            |
| 2008 | "Grown Man"   | The Block                       | New Kids on the Block (feat. Teddy Riley i The Pussycat Dolls) |
| 2009 | "Bad Girl"    | Confessions of a Shopaholic OST | Snimljeno za film Confessions of a Shopaholic                  |

## Vanjske poveznice
- Službena stranica
- Pussycat Dolls na YouTube-u